# Северин, Флавия
Флавия Северин (род. 1 апреля 1987, Тревизо, Венеция) — итальянская боксёрша. Чемпионка Европы 2018 года. Призёр чемпионатов Европы 2014 и 2019 годов. Многократная чемпионка Италии по боксу.

## Карьера
На чемпионате Европы 2014 года в супертяжёлой весовой категории Флавия дошла до финала в котором уступила венгерской спортсменке Марии Ковач и завоевала серебряную медаль.
В Софии, в 2018 году, на чемпионате континента, она приняла участие в соревнованиях весовой категории свыше 81 кг. Дошла до финала в котором одержала победу над соперницей из России Кристиной Ткачёвой и стала чемпионкой Европы.
На чемпионате мира 2018 года в Индии, она уступила в четвертьфинале спортсменке из Турции Шеннур Демир.
На Чемпионате Европы по боксу в Испании в 2019 году, в весовой категории свыше 81 кг, она сумела добраться до полуфинального поединка, в котором уступила, и стала бронзовым призёром чемпионата Европы.
В Улан-Удэ, на мировом взрослом первенстве в октябре 2019 года, она в четвертьфинале проиграла по раздельному решению судей спортсменке из Казахстана Дине Исламбековой.